# Дхаммасангани
Дхаммасангани — священный текст буддизма, часть Палийского канона Тхеравады, первая из семи книг  Абхидхамма-питаки.

## Структура
Книга начинается с матики (пали «матика», санкскр.: «матрика», слово, имеющее значение «матрица»), которая содержит список классификаций дхамм, в некотором смысле идеи, феномены, состояния, образцы (перевод затруднителен). Содержит двадцать две трёхчастные классификации, следующие за 100 двухчастных, в соответствии с методом абхидхаммы и 42 в соответствии с методом Сутта-питака. Основная часть книги состоит из 4 частей..
Первая часть рассматривает состояния ума, их список и факторы их определяющие.
Вторая часть рассматривает материальные феномены, классифицируя их по нумерации, (по одному, по два и т. п.).
Третья часть использует материал первых двух для разъяснения классификации в матике.
Четвёртая часть также, но немного иначе и подробней, и пропуская 2-частный метод сутта-классификации. Эту часть часто не включали в старые переводы, но сейчас добавляют.
Рис Дэвидс (1900) использовала такое деление:
| Книга I. Бытие Ума (cittuppaada- ka.n.da.m)                           | Часть I. Благие Состояния Сознания                   | Гл. I. Восемь Основных Типов Мышления относящегося к Чувственной Вселенной(Сфере) (kaamaavacara-a.t.tha-mahaacittaani) Гл. II. Благо в отношении к Вселенной(Сферы) Форм (ruupaavacara-kusala.m) Гл. III. Благо в отношении Вселенной(Сферы) Отсутствия Форм (aruupaavacara-kusala.m) Гл. IV. Ступени Эффективности в Благом отношении к Трём Реальностям Гл. V. Мысленное привлечение к Высочайшему идеалу (lokuttaram citta.m) |
| Книга I. Бытие Ума (cittuppaada- ka.n.da.m)                           | Часть II. Не-Благие состояния Сознания               | Гл. VI. 12 Не-Благих Мышлений (dvaadasa akusalacittaani) |
| Книга I. Бытие Ума (cittuppaada- ka.n.da.m)                           | Часть III. Неопределённые состояния Сознания         | Гл. I. От Действий, или Результатов (vipaako): A. Благая Карма. Б. Не-Благая Карма Гл. II. Действия-мышления (kiriyaa) |
| Книга II. Формы (руупа- ka.n.da.m)                                    | [Без Частей]                                         | Гл. I. Описание Формы под Единой Идеей (ekaka-niddeso) Гл. II. Категории Форм Под Двойной Стороной — позитивной и негативной Гл. III. Категории Форм Под Тройной Стороной Гл. IV. Категории Форм Под Четверной Стороной Гл. V. Категории Форм Под Пятерной Стороной Гл. VI. Категории Форм Под Шестерной Стороной Гл. VII. Категории Форм Под Семирной Стороной Гл. VIII. Категории Форм Под Восьмерной Строной Гл. IX. Категории Форм Под Девятерной Стороной Гл. X. Категории Форм Под Десятерной Стороной Гл. XI. Категории Форм Под Одиннадцатерной Стороной                                                                                         |
| Книга III. Деление Озаглавливающее 'Исключение' (nikkhepa- ka.n.da.m) | Часть I. [Без Заглавия]                              | Гл. I. Группы Троек (tika.m) Гл. II. Группы Причин(hetu-gocchaka.m) Гл. III. Короткая промежуточная серия Пар (cuulantara-duka.m) Гл. IV. Пьянящаяя Группа(aasava-gocchaka.m) Гл. V. Группа Пут (sa~n~nojana-gocchaka.m) Гл. VI. Группа Связей (gantha-gocchaka.m) Гл. VII. Группа Изобилия (ogha-gocchaka.m) Гл. VIII. Группа Уз (yoga-gocchaka.m) Гл. IX.Группа Помех (niivarana-gocchaka.m) Гл. X. Группа Болезней(paraamaasa-gocchaka.m) Гл. XI. Великая промежуточная группа Пар (mahantara-duka.m) Гл. XII. Группа Схватывающих (upaadaana-gocchaka.m) Гл. XIII. Группа Порчи (Клеша-gocchaka.m) Гл. XIV. Дополнительная серия Пар(pi.t.thiduka.m) |
| Книга III. Деление Озаглавливающее 'Исключение' (nikkhepa- ka.n.da.m) | Часть II. Суттанта Пары Терминов (suttantika-duka.m) | [Без Глав] |

## Переводы
Переводы на английский:
- A Buddhist Manual of Psychological Ethics (Буддийское руководство психологической этики), К. А. Ф. Рис Дэвидс, Королевское азиатское общество, 1900; переиздано с изменениями, Общество палийских текстов, Бристоль
- Kyaw Khine, Department for the Promotion and Propagation of the Sasana, Rangoon, ?1996; переиздано Sri Satguru Pubns, Delhi, 2 volumes, ?1996.